# 泰安飛行場
泰安飛行場（テアンひこうじょう、韓国語: 태안비행장）は、大韓民国忠清南道泰安郡にある韓瑞大学校の航空教育施設である。
航空関係の学部を有する韓瑞大学校の航空教育施設として、2003年に建設が開始され、2005年より同校が航空機操縦者養成に使用している。また本来の訓練用途のほか、模型飛行機大会の会場としても利用されている。一方、航空機の発する騒音が住民の反発を招いており、反対住民からは飛行場の閉鎖を求める意見も出されている。

## 位置
大韓民国西部、黄海に面した泰安半島の海岸近くに位置する。附近は海水浴場が連なる観光地であり、観光客向けの宿泊施設も多い。

## 歴史
韓瑞大学校による泰安での飛行場開発計画は2000年に開始された。韓瑞大の計画は、航空関連学部を新設し泰安郡に設けた専用の飛行場で教育を行う、さらに軍や民間から委託を受けて操縦者教育も実施する、といった意欲的なものであった。安眠島の観光開発を計画していた忠清南道はこの計画に積極的な姿勢を見せ、韓瑞大に飛行場の観光利用や飛行場規模の拡大、2002年以前の完工を要請した。また大学の一学部が位置することによる経済効果にも期待が持たれた。一方、飛行場予定地の周辺住民は、自然保護の観点や騒音被害への懸念から計画に反対の姿勢を示した。
住民の反対にもかかわらず計画は進み、2003年には建設が開始され、2005年に施設は完成した。翌年には教育棟も完成した。学生の実習用としての用途のほか、別の民間会社も飛行場に拠点を置き、一般向けの遊覧飛行を開始した。大学と赤十字との間で協定が結ばれ、緊急時には飛行場の施設と保有機を使用して血液輸送が行われることになった。
一方、飛行場の使用が開始されると、懸念されていた騒音問題が顕在化した。飛行場開設前に実施された環境評価時に見積もられた飛行回数を上回る頻度で訓練が行われたことに加え、海岸に位置するにもかかわらず海上の空域を使用することができず、訓練機は住宅地域の上空を飛行することになった。この結果、日中に睡眠を取ることの多い近隣の住民は睡眠を妨害され、また観光客にも敬遠されるようになった。泰安には当初、実習関係の施設のみが置かれたため、学生が実習のために一時的に訪れるにとどまり、経済効果も限られたものであった。このような状況により住民感情は悪化、2006年には住民による示威行動が行われた。
2007年には忠清南道と泰安郡がそれぞれ飛行場を民間航空にも活用する計画を打ち出したが、地元住民の反感も強く、進展はみられなかった。

## 事件・事故
- 2009年3月7日10時頃、一方のエンジンが停止した想定における着陸訓練を行っていた韓瑞大所属のPA-34-220T（登録符号: HL2025）が着陸装置を出さずに着陸を行い、胴体着陸した。
- 2009年10月12日9時頃、一方のエンジンが停止した想定における着陸訓練を行っていた韓瑞大所属のPA-34-220T（登録符号: HL2025、前項と同じ機体）が着陸装置を出さずに着陸を行い、胴体着陸した。